# Стемфорд Бридж
Сте́мфорд Бридж (англ. Stamford Bridge) — футбольний стадіон, розташований у Лондоні, Англія. У цей час стадіон вміщує 41 341 глядача і є дев'ятим за місткістю футбольним стадіоном Англії. Домашня арена для футбольного клубу «Челсі» з 1905 року.

## Структура стадіону

### Метью Гардінг Стенд
Місткість: 10,884

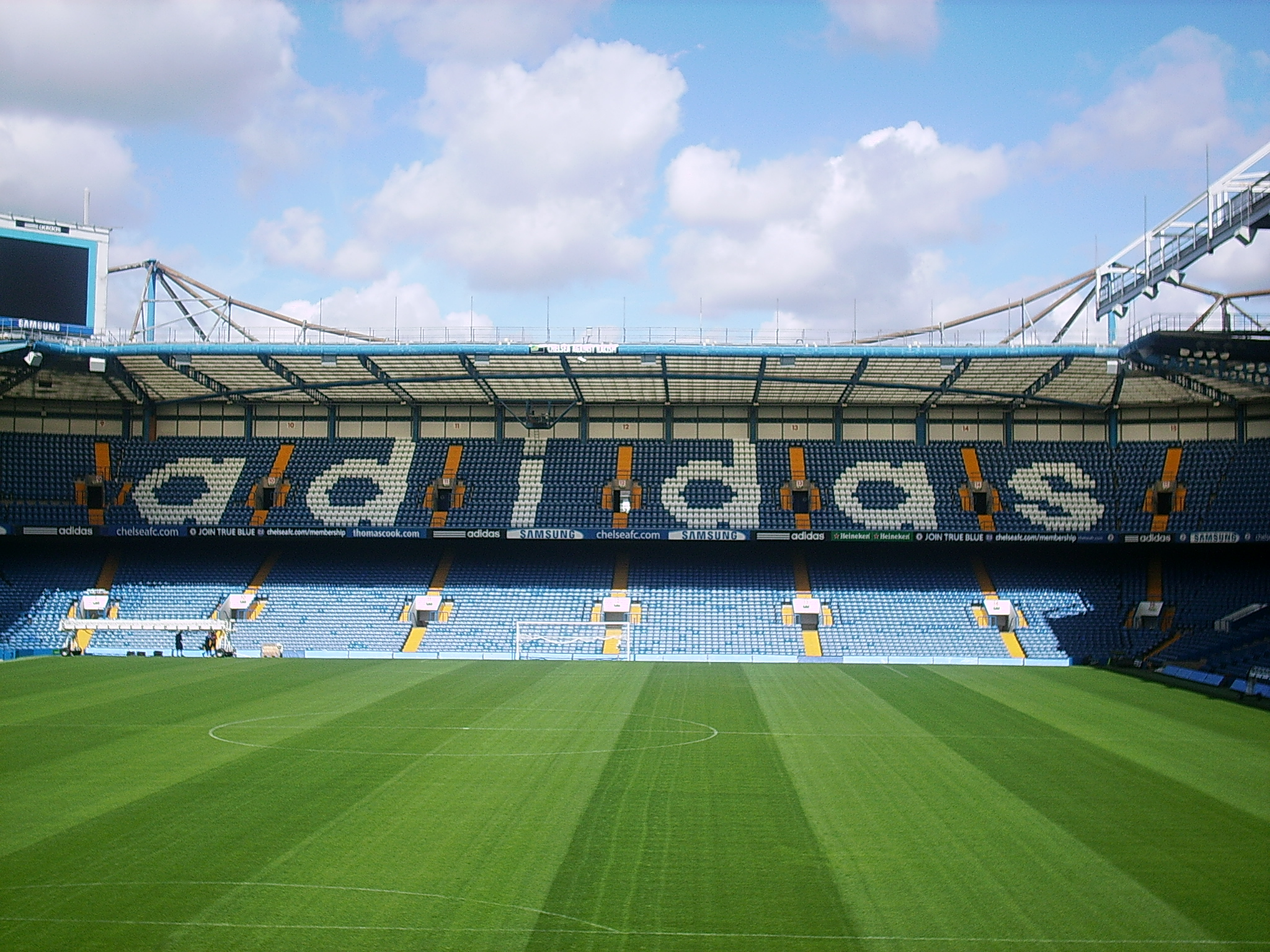
Метью Гардінг Стенд

Раніше відома як північна трибуна. Вона названа на честь колишнього директора «Челсі» Метью Гардінга, який розбився на вертольоті в 1996 році. Вона має два яруси і вміщає найбільшу кількість власників сезонних абонементів. Це найновіша частина «Стемфорд Бридж». Вона була побудована під час планової реконструкції, і відрізняється від інших трибун своїм суперсучасним дахом.

### Східна трибуна
Місткість: 10,925

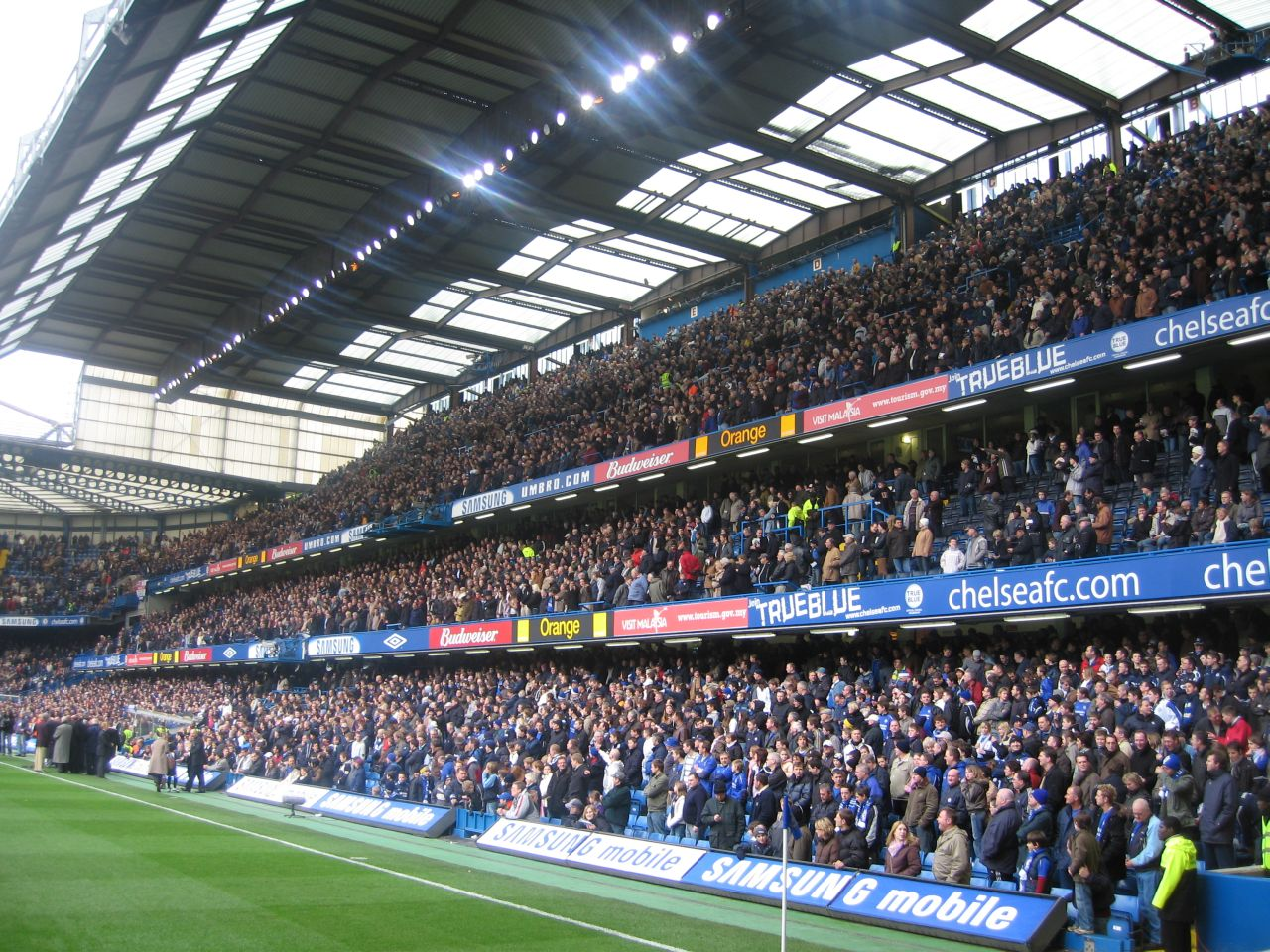
Східна трибуна

Східна трибуна, розташована уздовж східного боку поля. Раніше нижній рівень був призначений для підтримки команди гостей, проте на початку сезону 2005/2006, Жозе Моурінью попросив пересадити на цю трибуну вболівальників Челсі для підвищення морального духу команди. Стенд складається з трьох рівнів, і це серце стадіону, тунель, тренерський штаб, роздягальні, конференц-зал, прес-центр, і коментаторських розташовані тут. Східна трибуна надає глядачам один з найкращих видів на стадіоні.

### Шед енд
Місткість: 6,831
Шед Енд розташований на південній стороні поля. Стенд складається з двох ярусів. Нижній ярус зараз надається для підтримки команди гостей. На «Шед енд» знаходиться музей сторіччя клубу і меморіальна дошка присвячена загиблим фанатам.

### Західна трибуна
Місткість: 13 432.
Західна трибуна, недавно оновлена, розташована на західній стороні поля. Складається з трьох рівнів, є основним зовнішнім «обличчям» стадіону.
На цій трибуні знаходяться кабінки vip-уболівальників, які названі на честь знаменитих футболістів «Челсі», таких як Джон Холлінс, Боббі Тамблінг, Пітер Бонетті, Стів Кларк, Рон Харріс і Тед Дрейк.

## Відвідуваність

### Рекорди
Найвища відвідуваність: 82 905 у матчі проти «Арсенала» 12 жовтня 1935 року (рекорд саме гри «Челсі» на «Стемфорд Брідж», були матчі інших команд на цьому стадіоні з відвідуваністю 100 000)
Найнижча відвідуваність: 3 000 глядачів у матчі «Челсі» — «Лінкольн Сіті» в 1906 році.

### Середня відвідуваність
- Англійська Прем'єр-ліга
  - 1992–93: 18 787
  - 1993–94: 19 416
  - 1994–95: 21 057
  - 1995–96: 25 466
  - 1996–97: 27 001
  - 1997–98: 32 901
  - 1998–99: 34 754
  - 1999–00: 34 532
  - 2000–01: 34 700
  - 2001–02: 39 030
  - 2002-03: 39 770
  - 2003-04: 41 234
  - 2004-05: 41 870
  - 2005-06: 41 902
  - 2006-07: 41 542
  - 2007-08: 41 397
  - 2008-09: 41 588
  - 2009-10: 41 423
  - 2010-11: 41 435
  - 2011-12: 41 478
  - 2012-13: 41 462
  - 2013-14: 41 482
  - 2014-15: 41 546
  - 2015-16: 41 500

## Міжнародні матчі
- 5 квітня 1913 —  Англія 1-0  Шотландія
- 20 листопада 1929 —  Англія 6-0  Уельс
- 7 грудня 1932 —  Англія 4-3  Австрія
- 11 травня 1946 —  Англія 4-1  Швейцарія